# Grytnäs socken
Grytnäs socken i Dalarna ingick i Folkare härad, uppgick 1967 i Avesta stad och området ingår sedan 1971 i Avesta kommun och motsvarar från 2016 Grytnäs distrikt.
Socknens areal är 103,40 kvadratkilometer, varav 95,0 land. År 2020 fanns här 5 341 invånare. En del av Avesta, stadsdelen Skogsbo, samt kyrkbyn Grytnäs med sockenkyrkan Grytnäs kyrka ligger i socknen.

## Administrativ historik
Grytnäs socken har medeltida ursprung. Ur socknen utbröts 1642 Avesta socken.
Vid kommunreformen 1862 övergick socknens ansvar för de kyrkliga frågorna till Grytnäs församling och för de borgerliga frågorna till Grytnäs landskommun. Landskommunen uppgick 1967 i Avesta stad som 1971 ombildades till Avesta kommun.
1 januari 2016 inrättades distriktet Grytnäs, med samma omfattning som församlingen hade 1999/2000.
Socknen har tillhört fögderier, tingslag och domsagor enligt vad som beskrivs i artikeln Dalarna. De indelta soldaterna tillhörde Västmanlands regemente och Folkare kompani.

## Geografi
Grytnäs socken ligger norr om Avesta kring Dalälven och sjön Nävden.  Socknen har slättbygd i älvdalen och kring sjön som omges av skogsbygd med höjder som i Klintboklack i väster når 189 meter över havet.

## Fornlämningar
Några boplatser och lösfynd från stenåldern är funna samt stensättningar från järnåldern.

## Namnet
Namnet (1353 Grytones) kommer från kyrkbyn. I förleden ingår gryt, 'sten' i ånamnet Grytnäsån, tidigare Gryta. Efterleden näs bör avsett ett näs vid kyrkan bildat av ån.

## Befolkningsutveckling
| Befolkningsutvecklingen i Grytnäs socken 1750–2020 | Befolkningsutvecklingen i Grytnäs socken 1750–2020 | Befolkningsutvecklingen i Grytnäs socken 1750–2020 | Befolkningsutvecklingen i Grytnäs socken 1750–2020 | Befolkningsutvecklingen i Grytnäs socken 1750–2020 |
| --- | -------------------------------------------------- | -------------------------------------------------- | -------------------------------------------------- | -------------------------------------------------- |
| |                                                    |                                                    |                                                    |                                                    |
| År |                                                    |                                                    | Folkmängd                                          |                                                    |
| 1750 | 1750                                               |                                                    | 1 797                                              |                                                    |
| 1760 | 1760                                               |                                                    | 2 065                                              |                                                    |
| 1769 | 1769                                               |                                                    | 2 082                                              |                                                    |
| 1780 | 1780                                               |                                                    | 1 281                                              |                                                    |
| 1790 | 1790                                               |                                                    | 1 427                                              |                                                    |
| 1800 | 1800                                               |                                                    | 1 403                                              |                                                    |
| 1810 | 1810                                               |                                                    | 1 399                                              |                                                    |
| 1820 | 1820                                               |                                                    | 1 465                                              |                                                    |
| 1830 | 1830                                               |                                                    | 1 583                                              |                                                    |
| 1840 | 1840                                               |                                                    | 1 507                                              |                                                    |
| 1850 | 1850                                               |                                                    | 1 651                                              |                                                    |
| 1860 | 1860                                               |                                                    | 1 762                                              |                                                    |
| 1870 | 1870                                               |                                                    | 1 778                                              |                                                    |
| 1880 | 1880                                               |                                                    | 1 888                                              |                                                    |
| 1890 | 1890                                               |                                                    | 1 714                                              |                                                    |
| 1900 | 1900                                               |                                                    | 2 571                                              |                                                    |
| 1910 | 1910                                               |                                                    | 2 843                                              |                                                    |
| 1920 | 1920                                               |                                                    | 3 267                                              |                                                    |
| 1930 | 1930                                               |                                                    | 3 158                                              |                                                    |
| 1940 | 1940                                               |                                                    | 3 561                                              |                                                    |
| 1950 | 1950                                               |                                                    | 4 031                                              |                                                    |
| 1960 | 1960                                               |                                                    | 4 724                                              |                                                    |
| 1970 | 1970                                               |                                                    | 5 082                                              |                                                    |
| 1980 | 1980                                               |                                                    | 5 815                                              |                                                    |
| 1990 | 1990                                               |                                                    | 5 740                                              |                                                    |
| 2010 | 2010                                               |                                                    | 5 315                                              |                                                    |
| 2020 | 2020                                               |                                                    | 5 341                                              |                                                    |
| Anm: Siffrorna för 1750, 1760 och 1769 avser Avesta och Grytnäs socknar. Källor: Umeå universitet - Tabellverket 1749-1859, Demografiska databasen, CEDAR, Umeå universitet, Befolkning per församling, Folkmängden per distrikt, landskap, landsdel eller riket efter kön. År 2015 - 2022. |                                                    |                                                    |                                                    |                                                    |